# Catull
Catull est une police de caractères à empattement créée en 1982 par Gustav Jaeger pour la fonderie Berthold.
Elle a été utilisée depuis le 31 mai 1999 par Google dans son logo. La société éditrice du moteur de recherche l’a transformée en 3D avant de lui attribuer des couleurs et une ombre. Le service mail de l’entreprise, Gmail, l’utilise pour la première lettre du logo. Google cesse d’utiliser cette police pour son logo le 1er septembre 2015.